# کیم کی ری
کیم کی ری (کره‌ای: 김기리؛ زادهٔ ۲۷ نوامبر ۱۹۸۵) کمدین و بازیگر اهل کره جنوبی است.

## فیلم‌شناسی

### مجموعه تلویزیونی
| سال  | عنوان                     | نقش           | توضیحات                | منابع  |
| ---- | ------------------------- | ------------- | ---------------------- | ------ |
| ۲۰۱۳ | ملکه اداره                |               | حضور ویژه              | [ ۱ ]  |
| ۲۰۱۳ | تو بهترینی                |               | حضور ویژه              | [ ۲ ]  |
| ۲۰۱۵ | تو عاشق من خواهی شد       |               | حضور ویژه              | [ ۳ ]  |
| ۲۰۱۶ | هنرمندان                  |               | حضور ویژه              | [ ۴ ]  |
| ۲۰۱۷ | خانواده قوی               | معاون پارک    |                        | [ ۵ ]  |
| ۲۰۱۷ | براوو زندگی من            | چول سون       |                        | [ ۶ ]  |
| ۲۰۱۸ | خنده در وایکیکی           | ام‌سی داکپی    | حضور افتخاری (قسمت ۱۹) | [ ۷ ]  |
| ۲۰۱۸ | داره نگاه می‌کنه           | وون بین       |                        | [ ۸ ]  |
| ۲۰۱۹ | زنده یا مرده              | که سانگ کی    |                        | [ ۹ ]  |
| ۲۰۱۹ | نور چشمانت                | پارک کوانگ سو | حضور ویژه              | [ ۱۰ ] |
| ۲۰۱۹ | خانه تابستانی             | اوه ده سونگ   |                        | [ ۱۱ ] |
| ۲۰۲۰ | لطفاً با آن مرد ملاقات نکن | جه‌گال سو وون  |                        | [ ۱۲ ] |
| ۲۰۲۱ | سلام منم                  | کیم یونگ هوا  |                        | [ ۱۳ ] |